# Nangujärvi
Nangujärvi är en sjö i Finland. Den ligger i kommunen Enare i landskapet Lappland, i den norra delen av landet, 900 km norr om huvudstaden Helsingfors. Nangujärvi ligger 147 meter över havet. Arean är 6,73 kvadratkilometer och strandlinjen är 42,61 kilometer lång. Sjön  ingår i Pasvik älvs huvudavrinningsområde.   Den sträcker sig 4,9 kilometer i nord-sydlig riktning, och 3,8 kilometer i öst-västlig riktning.
I övrigt finns följande i Nangujärvi:
- Jänkäsaari (en ö)
- Nastasaaret (en ö)
- Koskelosaari (en ö)
- Nilisaari (en ö)